# IIOP
Internet Inter-ORB Protocol (IIOP) ist eine Spezifikation der Object Management Group (OMG). Es handelt sich dabei um ein in CORBA definiertes Protokoll auf der Basis des General Inter-ORB Protocol (GIOP), mit dem Object Request Broker (ORB) über das Internet kommunizieren können, um Methodenaufrufe von Objekten auf anderen Rechnern durchzuführen.
IIOP ist eine Spezialisierung des abstrakten GIOP für die Kommunikation über TCP/IP.
GIOP und IIOP wurden in der CORBA-Version 2.0 definiert.
Mit Hilfe des IIOP können die ORBs verschiedener Hersteller miteinander kommunizieren.
IIOP verwendet dabei den TCP-Port 683, für die mit SSL verschlüsselte Variante den TCP-Port 684. In der Liste der verwendeten Ports der IANA werden die Ports als "CORBA IIOP" und "CORBA IIOP SSL" bezeichnet. Dort sind auch die entsprechenden UDP-Ports reserviert; diese werden in der Praxis aber nicht benutzt.
Das Protokoll IIOP dient außerhalb von CORBA-Architekturen auch als alternatives Kommunikationsprotokoll für Remote Method Invocation in Java-Anwendungen. Das Gesamtprotokoll heißt dann RMI over IIOP.